# Rosa Wierda
Rosa Wierda is een Nederlands radiopresentatrice. Ze presenteert onder andere het NPO Radio 1-programma De Wereld van BNNVARA. 

## Loopbaan
Wierda begon bij BNNVARA met de productie van nachtprogramma's op NPO Radio 1. Later werd ze sidekick en producer van Zet 'm Op: Rutger op NPO Radio 2. 
Sinds januari 2023 presenteert ze De Wereld van BNN op NPO Radio 1 Hierin spreekt zij elke zaterdag- op zondagnacht met Nederlanders in het buitenland. Ook presenteert ze De Nacht Van BNNVARA op diezelfde zender.  
Wierda produceert de dagelijkse podcast Alledaagse Vragen, waarin vragen van luisteraars beantwoord worden door experts.  